# 磐越西線 (狩人の曲)
「磐越西線」（ばんえつさいせん）は、2006年6月7日に発売された狩人の26枚目のシングル。

## 収録曲
- 両楽曲共に、編曲：若草恵

1. 磐越西線 [04:31]
作詞：木下龍太郎／作曲：市川昭介
2. 夢をのせて [05:21]
作詞：加藤高道／作曲：加藤邦彦
3. 磐越西線（オリジナルカラオケ） [04:31]
4. 夢をのせて（オリジナルカラオケ） [05:21]
5. 磐越西線（一般キーカラオケ） [04:31]